# Meryame Kitir

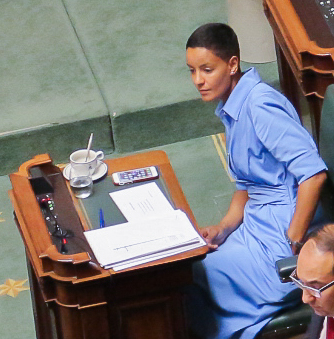
Meryame Kitir

Meryame Kitir (* 20. April 1980 in Maasmechelen) ist eine belgische Politikerin der Partei Socialistische Partij Anders (sp.a) und war vom 1. Oktober 2020  bis 17. Dezember 2022 Ministerin für Entwicklungszusammenarbeit in der belgischen föderalen Regierung.

## Leben
Meryame Kitir wurde 1980 als Tochter marokkanischer Eltern im belgischen Maasmechelen geboren. Ihr Vater wanderte in den 1960ern nach Belgien aus, um in der Provinz Limburg im Bergbau zu arbeiten.
Kitir arbeitete im Ford-Werk in Genk, wo sie sich in der Gewerkschaft ABVV engagierte.

## Politik
2006 wurde sie für die sp.a Mitglied im Gemeinderat von Maasmechelen. Bei der Parlamentswahl 2007 wurde sie erstmals für den Wahlkreis Limburg in die Belgische Abgeordnetenkammer gewählt. Bei den folgenden Parlamentswahlen 2010, 2014 und 2019 konnte sie ihr Mandat verteidigen. 2015 wurde sie Fraktionsvorsitzende der sp.a in der Abgeordnetenkammer.
In der seit Oktober 2020 amtierenden Regierung De Croo wurde sie Ministerin für Entwicklungszusammenarbeit und zuständig für die Großstädte.

## Probleme
Im Jahr 2021 wurde sie beschuldigt, Terrororganisationen mit öffentlichen Geldern in Form von Entwicklungsgeldern zu unterstützen. Es folgten 8M Euro an Zuschüsse für Organisationen, die mit den Palästinensern in Verbindung stehen. Vier Monate später wurden weitere 4,5 Millionen Euro als Zuschüsse gewährt. Kitir kündigte daraufhin vor dem Parlament an, dass ihre Verwaltung eine interne Prüfung der Finanzierung von NRO vornehmen werde, die in den ihr zugesandten Unterlagen genannt wurden.  Sie kam zu dem Schluss, dass ihre Verwaltung keinen Fall zu verantworten habe, dass dieser Standpunkt jedoch überprüft werden könne, wenn neue Informationen ans Licht kämen.

## Auszeichnungen
- 2015: Ritter des Leopoldsordens[13]